# قطعنامه ۲۴۸ شورای امنیت
قطعنامه ۲۴۸ شورای امنیت سازمان ملل متحد که در تاریخ ۲۴ مارس ۱۹۶۸ تصویب شد، سندی بین‌المللی دربارهٔ وضعیت خاورمیانه است. این قطعنامه طی نشست ۱۴۰۷ام
با ۱۵ موافق،۰ مخالف و۰ ممتنع تصویب شد.